# نبرد وایلدرنس
نبرد وایلدرنس (انگلیسی: Battle of the Wilderness) نبردی است که در تاریخ ۵ تا ۷ مه سال ۱۸۶۴ در دوران جنگ داخلی آمریکا شکل گرفت. این نبرد، نخستی نبرد یولیسیز سایمن گرانت ژنرال اتحادیه علیه ژنرال موتلفه رابرت ئی. لی می‌باشد. این نبرد در پایان، هیچگونه دستاورد قطعی برای طرفین درگیر نداشت.